# Liste der Mitglieder des liechtensteinischen Landtags (1872)
Diese Liste führt die Mitglieder des Landtags des Fürstentums Liechtenstein auf, der aus den Landtagswahlen des Jahres 1872 hervorging. Die vom Volk zwischen dem 1. und 8. März 1872 gewählten Wahlmänner trafen sich am 18. März 1872 im Saal des Schlosses in Vaduz. Da die Amtszeit eines Abgeordneten sechs Jahre dauerte, die Wahlen aber alle drei Jahre abgehalten wurden, wurden bei jeder Wahl nur die Hälfte der Sitze neu vergeben.
Jeder Wahlberechtigte wählte in seiner Gemeinde Wahlmänner, die sich dann in Vaduz trafen, um dort die Abgeordneten zu wählen. Um in den Landtag gewählt zu werden, benötigte man in den ersten beiden Wahlgängen die absolute Mehrheit aller Wahlmänner. Konnten bis dahin immer noch nicht genügend Abgeordnete gewählt werden, reichte im dritten Wahlgang die relative Mehrheit. Anschließend wurden noch nach dem gleichen Verfahren die Stellvertreter gewählt.

## Anzahl der Wahlmänner
Die Wahl der Wahlmänner fand zwischen dem am 1. und 8. März 1872 in den Schulhäusern jeder Gemeinde statt. Es herrschte Wahlpflicht; die Nichtteilnahme wurde mit einer Geldbusse geahndet. Wahlberechtigt waren alle Männer ab 24 Jahren, die einer Arbeit nachgingen, wobei sie in keinem Gesindeverhältnis stehen durften. Ausgeschlossen waren diejenigen, die Armenunterstützung bezogen, vor Gericht angeklagt oder schuldig gesprochen oder nur aus Mangel an Beweisen freigesprochen worden waren. Dafür war das Wahlrecht nicht an das Vermögen oder das Steueraufkommen eines Wählers geknüpft und jede Stimme zählte gleich viel.
Die Anzahl der Wahlmänner, die eine Gemeinde stellte, richtete sich nach der Anzahl der Einwohner der Gemeinde. Für 100 Einwohner stellte sie zwei Wahlmänner, wobei die Einwohnerzahl auf volle 100 kaufmännisch gerundet wurde. Für die Landtagswahl 1872 stellten die elf Gemeinden folgende Wahlmänner.
| Gemeinde     | Wahlmänner |
| ------------ | ---------- |
| Balzers      | 22         |
| Eschen       | 18         |
| Gamprin      | 6          |
| Mauren       | 18         |
| Planken      | 2          |
| Ruggell      | 12         |
| Schaan       | 20         |
| Schellenberg | 6          |
| Triesen      | 18         |
| Triesenberg  | 20         |
| Vaduz        | 16         |
| Gesamt       | 158        |

## Liste der Mitglieder
Die Wahlmänner trafen sich am 18. März 1872 im Saal des Schlosses in Vaduz, um den Landtag von Liechtenstein zu wählen. Von 158 Wahlmännern waren 150 anwesend. Die jetzt ausscheidenden sechs Abgeordneten konnten sich durchaus nochmal zur Wahl stellen, einige taten dies auch. Außerdem wurde ein Nachfolger für den verstorbenen Karl Schädler gewählt, weswegen 1872 sieben statt der üblichen sechs gewählt werden mussten. In den ersten beiden Wahlgängen war die absolute Mehrheit nötig, im dritten reichte die relative. Nach der Wahl der Abgeordneten wurden deren Stellvertreter nach dem gleichen Prinzip gewählt. Die vom Landesfürsten ernannten Abgeordneten behielten ihre Mandate. Im Jahr 1874 wurde Wilhelm Schlegel, der 1867 für Anton Gmelch ernannt wurde, für weitere sechs Jahre bestätigt.
| Name                  | Bemerkungen      |
| --------------------- | ---------------- |
| Josef Erni            | Erster Wahlgang  |
| Markus Kessler        | 1869 gewählt     |
| Franz Josef Kind      | 1869 gewählt     |
| Johann Georg Marxer   | 1869 gewählt     |
| Johann Georg Matt     | Ernannt          |
| Martin Oehry          | Dritter Wahlgang |
| Peter Rheinberger     | Dritter Wahlgang |
| Rudolf Schädler       | Erster Wahlgang  |
| Alois Schlegel        | Erster Wahlgang  |
| Johann A. Schlegel    | 1869 gewählt     |
| Karl Wilhelm Schlegel | Ernannt          |
| Ferdinand Walser      | 1869 gewählt     |
| Josef Walser          | Ernannt          |
| Christoph Wanger      | Erster Wahlgang  |
| Franz Wolfinger       | Erster Wahlgang  |

## Liste der Stellvertreter
Nach den Abgeordneten wurden deren Stellvertreter gewählt. Ebenfalls wurde hier in den ersten zwei Wahlgängen eine absolute Mehrheit und im dritten Wahlgang eine relative Mehrheit benötigt. Insgesamt wurden fünf Stellvertreter gewählt.
| Name                     | Bemerkungen      |
| ------------------------ | ---------------- |
| Josef Anton Amann        | Erster Wahlgang  |
| Andreas Negele           | Erster Wahlgang  |
| Alois Rheinberger        | Dritter Wahlgang |
| Stefan Risch             | Erster Wahlgang  |
| Johann Josef Schafhauser | Erster Wahlgang  |